# 뫼스바우어 효과
뫼스바우어 효과(Mössbauer effect) 또는 무반동 핵 공명 형광(recoilless nuclear resonance fluorescence)은 1958년 루돌프 뫼스바우어(Rudolf Mössbauer)에 의하여 발견된 물리 현상이다. 이것은 고체에 결합된 원자핵에 의한 감마선의 공진 및 반동 없는 방출 및 흡수를 포함한다. 주요 응용 분야는 뫼스바우어 분광학이다.
뫼스바우어 효과에서 핵 감마 방출 및 흡수에 대한 좁은 공명 현상은 반동의 운동량이 핵 단독에 의하여 방출 또는 흡수되지 않고 주위의 결정 격자로 전달되기 때문에 발생한다. 이것이 발생하면 감마 전이의 방출 또는 흡수 스펙트럼 말단에서 반동하는 핵의 운동 에너지로 손실되는 감마 에너지가 없으므로, 감마선의 방출 및 흡수가 동일한 에너지에서 발생하여 강하고 공명하는 흡수가 초래된다.

## 역사
가스에 의한 X선의 방출 및 흡수는 이전에도 관찰되었으며, 전자의 전이에 의하여 방출되는 X선과 달리 핵 전이에 의해 생성되는 감마선에 대해서도 유사한 현상이 발견될 것으로 예상되었다. 그러나 가스에서 감마선에 의해 생성되는 핵 공명을 관찰하려는 시도는 반동으로 인해 손실되는 에너지로 인해 공명이 방지되어 결국 실패하였다(도플러 효과에 의하여 감마선 스펙트럼의 폭도 넓어짐). 뫼스바우어는 고체 이리듐의 핵에서 공명을 관찰할 수 있었는데, 이는 감마선 공명이 고체에서는 가능하지만 기체에서는 불가능한 이유에 대한 질문을 제기했다. 뫼스바우어는 고체에 결합된 원자의 경우 특정 상황에서 핵 사건의 일부가 본질적으로 반동 없이 발생할 수 있다고 제안했다. 그는 관측된 공명을 반동없이 발생하는 일부의 핵 사건에서 기인하는 것으로 보았다.
뫼스바우어 효과는 물리학에서 독일어에 의하여 최초로 보고된 마지막 주요 발견 중 하나이다. 영어로 된 첫 번째 보고서는 이 실험의 반복을 설명하는 편지였다.
이 발견은 로버트 호프스태터(Robert Hofstadter)의 원자핵 내 전자 산란 연구와 함께 1961년 노벨 물리학상을 수상했다.

## 설명

^{57} Fe의 뫼스바우어 흡수 스펙트럼

일반적으로 감마선은 불안정한 고에너지 상태에서 안정적인 저에너지 상태로의 핵 전이에 의해 생성된다. 방출된 감마선의 에너지는 핵 전이 에너지에서 방출 원자에 대한 반동으로 손실되는 에너지의 양을 뺀 값에 해당한다. 손실된 반동 에너지가 핵 전이의 에너지 선폭에 비해 작으면 감마선 에너지는 여전히 핵 전이의 에너지에 해당하며 감마선은 첫 번째 원자와 같은 유형의 두 번째 원자에 흡수될 수 있다. 이 방출 및 후속 흡수를 공명 형광이라고 한다. 추가 반동 에너지도 흡수 중에 손실되므로 공명이 발생하려면 반동 에너지가 실제로 해당 핵 전이에 대한 선폭의 절반 미만이어야 한다.
반동체의 에너지 양(ER)은 운동량 보존에서 찾을 수 있다.
{\displaystyle |P_{\mathrm {R} }|=|P_{\mathrm {\gamma } }|\,}
여기서 PR은 반동하는 물질의 운동량이고, PR Pγ 감마선의 운동량이다. 방정식에 에너지를 대입하면 아래 식이 주어진다.
{\displaystyle E_{\mathrm {R} }={\frac {E_{\mathrm {\gamma } }^{2}}{2Mc^{2}}}}
여기서, ER (57
Fe
에 대하여 0.002 eV)는 반동으로 손실된 에너지, Eγ는 감마선의 에너지(57
Fe
에 대하여 14.4 keV), M (57
Fe
에 대하여 56.9354 u)는 방출체 또는 흡수체의 질량, c는 광속이다. 기체의 경우 방출체와 흡수체가 원자이기 때문에 질량이 상대적으로 작기 때문에 반동 에너지가 커서 공진을 방해한다. (X선의 반동 에너지 손실에도 동일한 방정식이 적용되지만 광자 에너지가 훨씬 적어 에너지 손실이 더 적기 때문에, X선으로 기체상 공명을 관찰할 수 있다)
고체에서 핵은 격자에 결합되어 기체에서와 같은 방식으로 반동하지 않는다. 격자 전체가 반동하지만 위 방정식의 M 이 전체 격자의 질량이기 때문에 반동 에너지는 무시할 수 있다. 그러나 붕괴의 에너지는 격자 진동에 의해 흡수되거나 공급될 수 있다. 이러한 진동의 에너지는 포논으로 알려진 단위로 양자화된다. 뫼스바우어 효과는 포논이 포함되지 않은 붕괴가 발생할 확률이 유한하기 때문에 발생한다. 따라서 핵 사건의 일부(램-뫼스바우어 계수에 의해 주어진 반동 없는 비율)에서 전체 수정이 반동체로 작용하며 이러한 사건은 본질적으로 반동이 없다. 이러한 경우 반동 에너지는 무시할 수 있으므로 방출되는 감마선은 적절한 에너지를 가지며 공진이 발생할 수 있다.
일반적으로 (감쇠 반감기에 따라) 감마선은 선폭이 매우 좁다. 이것은 그들이 핵 전이 에너지의 작은 변화에 매우 민감하다는 것을 의미한다. 사실, 감마선은 핵과 전자 및 그 이웃의 전자 사이의 상호 작용 효과를 관찰하는 프로브로 사용할 수 있다. 이는 뫼스바우어 효과와 도플러 효과를 결합하여 이러한 상호 작용을 모니터링하는 뫼스바우어 분광학의 기초이다.
모스바우어 효과와 매우 유사한 과정인 제로-포논 광학 전이(zero-phonon optical transition)는 저온에서 격자 결합된 발색단(chromophore)에서 관찰될 수 있다.

## 같이 보기
- 이성질체 이동
- 뫼스바우어 분광학
- 섭동된 각 상관 관계
- 핵 분광법
- 파운드-렙카 실험
- 뫼스바우어 로터 실험

## 추가 자료
- Mössbauer, R. L. (1958). “Kernresonanzfluoreszenz von Gammastrahlung in Ir191”. 《Zeitschrift für Physik A》 (독일어) 151 (2): 124–143. Bibcode:1958ZPhy..151..124M. doi:10.1007/BF01344210.
- Frauenfelder, H. (1962). 《The Mössbauer Effect》. W. A. Benjamin. LCCN 61018181.
- Eyges, L. (1965). “Physics of the Mössbauer Effect”. 《American Journal of Physics》 33 (10): 790–802. Bibcode:1965AmJPh..33..790E. doi:10.1119/1.1970986.
- Hesse, J. (1973). “Simple Arrangement for Educational Mössbauer-Effect Measurements”. 《American Journal of Physics》 41 (1): 127–129. Bibcode:1973AmJPh..41..127H. doi:10.1119/1.1987142.
- Ninio, F. (1973). “The Forced Harmonic Oscillator and the Zero-Phonon Transition of the Mössbauer Effect”. 《American Journal of Physics》 41 (5): 648–649. Bibcode:1973AmJPh..41..648N. doi:10.1119/1.1987323.
- Vandergrift, G.; Fultz, B. (1998). “The Mössbauer effect explained”. 《American Journal of Physics》 66 (7): 593–596. Bibcode:1998AmJPh..66..593V. doi:10.1119/1.18911.
- Adetunji, J.; Dronsfield, A. T. (July 2002). “The beginnings of Mössbauer spectroscopy”. 《Education in Chemistry》.